# Kimbal Musk
Kimbal Reeve Musk (Pretoria, 1972. szeptember 20. –) dél-afrikai vendéglős, séf és vállalkozó. Elon Musk és Tosca Musk testvére, Errol és Maye Musk fia, valamint a Tesla egyik fő részvényese.

## Pályafutása
A The Kitchen Restaurant Group tulajdonosa, amely "közösségi" éttermek gyűjteménye Coloradóban, Chicagóban és Indianapolisban. Társalapítója és elnöke a Big Green 501(c)(3) nonprofit szervezetnek, amely több száz szabadtéri tantermet, úgynevezett "tanuló kerteket" épített az iskolák udvarán szerte Amerikában.
Társalapítója és elnöke a Square Roots nevű városi mezőgazdasági vállalatnak Brooklynban, New Yorkban, amely hidroponikus, beltéri, klímavezérelt hajózási konténerekben termeszt élelmiszert. Musk jelenleg a Tesla, Inc. és a SpaceX igazgatótanácsában ül, mindkettőnek a bátyja, Elon a jelenlegi vezérigazgatója. 2013-tól 2019-ig a Chipotle Mexican Grill igazgatótanácsában volt.
1995-ben testvérével, Elon Muskkal együtt alapította a Zip2 szoftvercéget, amelyet 1999-ben a Compaq 307 millió dollárért felvásárolt.